# 马里乌斯·特雷索尔
馬里烏斯·特雷索尔（Marius Trésor，1950年1月15日—），是一名前法國足球員，被球王比利選為FIFA 100成員之一。
球員時代的車素曾效力法國球會馬賽和波爾多。在馬賽期間車素曾協助球隊贏得1976年法國杯冠軍；在波爾多時代，車素則為球隊贏得1984年法甲聯賽冠軍。在法國國家隊，車素曾參加1978年和1982年世界杯，其中1982年世界杯法國隊打入了四強，在準決賽面對著西德，法國隊與西德一直打入加時階段，車素射入一個世界波一度為法國隊領先，可惜最後反被西德反勝，無緣進入決賽。八十年代的車素與當時的柏天尼齊名，也正因曾為法國隊打入世界杯四強，故於2003年被球王比利選為FIFA 100成員之一。

## 榮譽
- 法國杯：1976
- 法甲聯賽冠軍：1984
- 世界杯殿軍：1982
- FIFA 100成員